# Bien o mal
BIEN o MAL (estilizado en mayúsculas) es el segundo álbum de estudio del rapero argentino Trueno. Fue lanzado el 12 de mayo de 2022 a través de Sur Capital Records y distribuido por Sony Music Latin.

## Lanzamiento
Publicado el 12 de mayo de 2022, contó con 15 sencillos y colaboraciones con los artistas Nathy Peluso, Víctor Heredia, J Balvin, J.I.D, Duki, Bizarrap y Randy respectivamente. A pesar de que el disco lógicamente se encuentra dividido en dos partes, Trueno destacó a «Manifiesto freestyle» como aparte y ubicado en el medio del álbum.
El 12 de septiembre de ese mismo año, cerro en Madrid el tour de Bien o Mal presentándose en países como Estados Unidos, Argentina, España, México, entre otros. El álbum también fue tocado en el Festival Internacional de la Canción de Viña del Mar a principios de 2024 dónde ganó gaviotas de plata y oro por su actuación.

## Recepción
Los críticos de música en habla-hispana lo catalogaron como "voluntariamente épico y que no aburre" además de "un grito patriota y contestatario". También destacado como "un paso importante" en la carrera del rapero.
El sencillo «Dance Crip» le valió nominaciones a los Premios Carlos Gardel, Premios Grammy Latinos y Premios Rolling Stone en Español, mientras que «Tierra zanta» y «Argentina» únicamente al primero mencionado. El 16 de mayo de 2023 ganó el Gardel de Oro por su desempeño desde que comenzó su carrera y la recepción de Bien o Mal y junto a ello el Mejor álbum de música urbana. 
En junio de 2024, Bien o mal se ubicó como el más reproducido del rapero con 986 millones de streams en Spotify superando a Atrevido.

## Lista de canciones
Tracklist de Bien o mal
Todas las letras escritas por Mateo Palacios Corazzina.
| Disco 1 |                                     |                       |          |  |
| N.º     | Título                              | Música                | Duración |  |
| 1.      | «Hoop hoop (con Pedro Peligro)»     | TATOOL y Bryan Taylor | 2:37     |  |
| 2.      | «Fuck el police»                    | TATOOL y Bryan Taylor | 2:37     |  |
| 3.      | «Argentina (con Nathy Peluso)»      | TATOOL y Bryan Taylor | 3:53     |  |
| 4.      | «Tierra zanta (con Victor Heredia)» | TATOOL y Bryan Taylor | 3:57     |  |
| 5.      | «Un paso (con J Balvin)»            | TATOOL y Bryan Taylor | 3:12     |  |
| 6.      | «Buenos Aires en llamas»            | TATOOL y Bryan Taylor | 2:36     |  |
| 7.      | «Manifiesto Freestyle»              | TATOOL y Bryan Taylor | 2:42     |  |

| Disco 2                |                                 |                       |          |  |
| N.º                    | Título                          | Música                | Duración |  |
| 1.                     | «Dance Crip»                    | TATOOL y Bryan Taylor | 2:45     |  |
| 2.                     | «Solo por vos»                  | TATOOL y Bryan Taylor | 3:19     |  |
| 3.                     | «Lo tengo (con J.I.D»           | TATOOL y Bryan Taylor | 2:43     |  |
| 4.                     | «Panamá (con Duki)»             | TATOOL y Bryan Taylor | 2:51     |  |
| 5.                     | «Feel me??»                     | TATOOL y Bryan Taylor | 3:07     |  |
| 6.                     | «Jungle (con Bizarrap y Randy)» | TATOOL y Bryan Taylor | 2:43     |  |
| 7.                     | «Hood»                          | TATOOL y Bryan Taylor | 2:32     |  |
| 8.                     | «Bien o mal»                    | TATOOL y Bryan Taylor | 2:56     |  |
| 44:36 (duración total) |                                 |                       |          |  |

Notas
- En «Tierra zanta» fue sampleado el sencillo Sulky de Gustavo Cerati y No soy de aquí ni soy de allá de Facundo Cabral.[15]
- «Argentina», un sample de «Los ejes de mi carreta» de Atahualpa Yupanqui, dónde nombran a todas las provincias del país y hacen referencias de como se lo representa en el mundo.

## Premios y nominaciones
| Año  | Premio                           | Categoría                      | Nominación                          | Resultado | Ref.          |
| ---- | -------------------------------- | ------------------------------ | ----------------------------------- | --------- | ------------- |
| 2022 | Premios Carlos Gardel            | Canción del año                | «Dance Crip»                        | Nominado  | [ 16 ] [ 17 ] |
| 2022 | Premios Carlos Gardel            | Grabación del año              | «Dance Crip»                        | Nominado  | [ 16 ] [ 17 ] |
| 2022 | Premios Carlos Gardel            | Mejor videoclip corto          | «Dance Crip»                        | Ganador   | [ 16 ] [ 17 ] |
| 2022 | Premios Carlos Gardel            | Mejor canción de música urbana | «Dance Crip»                        | Ganador   | [ 16 ] [ 17 ] |
| 2023 | Premios Carlos Gardel            | Álbum del año                  | Bien o mal                          | Ganador   | [ 16 ] [ 17 ] |
| 2023 | Premios Carlos Gardel            | Ingeniería de grabación        | Bien o mal                          | Nominado  | [ 16 ] [ 17 ] |
| 2023 | Premios Carlos Gardel            | Mejor álbum de música urbana   | Bien o mal                          | Ganador   | [ 16 ] [ 17 ] |
| 2023 | Premios Carlos Gardel            | Canción del año                | «Tierra zanta» (con Victor Heredia) | Nominado  | [ 16 ] [ 17 ] |
| 2023 | Premios Carlos Gardel            | Canción del año                | «Argentina» (con Nathy Peluso)      | Nominado  | [ 16 ] [ 17 ] |
| 2023 | Premios Carlos Gardel            | Grabación del año              | «Argentina» (con Nathy Peluso)      | Ganador   | [ 16 ] [ 17 ] |
| 2023 | Premios Grammy Latinos           | Mejor canción de rap/hip hop   | «Dance Crip»                        | Nominado  | [ 18 ]        |
| 2023 | Premios Rolling Stone en Español | Canción del año                | «Dance Crip»                        | Nominado  | [ 19 ]        |